# Ruth Campau
Ruth Campau (født 4. februar 1955) er en billedkunstner, som bor og arbejder i København. Hun har studeret Kunsthistorie på Københavns Åbne Universitet, er medlem af Kunstnersamfundet og Kunstnersammenslutningen Grønningen, hvor hun også sidder i bestyrelsen. Dertil har hun været medlem af Akademirådet og Det Kongelige Danske Kunstakademi samt bestyrelsesmedlem hos O-Overgaden Institut for Samtidskunst.
Ruth Campau arbejder med maleriet i et udvidet felt og med fokus på, hvordan hendes værker interagerer med omgivelserne. Ruth Campaus malerier skabes af lange, koncentrerede strøg, der fastfryser kunstnerens bevægelse i malingen. Værkerne kan forstås som et udsnit af et større, uendeligt maleri, ligesom de peger tilbage på den maleriske handling og kroppen, de er skabt med. Ruth Campaus værker tager ofte form af store installationer, beskuerinddragende miljøer eller stedspecifikke projekter.
Hun har udstillet sine værker både nationalt og internationalt på bl.a. ARoS, ARKEN Museum for Moderne Kunst, KUNSTEN Museum for Moderne Kunst, Bornholms Kunstmuseum, KØS Museum for kunst i det offentlige rum, Randers Kunstmuseum, Esbjerg Kunstmuseum, Fuglsang Kunstmuseum, HEART Museum for Moderne Kunst, Kunstforeningen Gl Strand, PS Projectspace i Amsterdam, Deutscher Kunstlerbund i Berlin og Schloss Biesdorf i Berlin. 
Hun har skabt adskillige udsmykninger til det offentlige rum, bl.a. til Københavns Lufthavn, Hvidovre Hospital, Klostertorvet i Aarhus, Randers Kunstmuseum, Psykiatrisk Hospital i Borås, Sverige, VUC i Vejle, Rigshospitalet i København, Civilstyrelsen i København, Patent- og Varemærkestyrelsen i Tåstrup, et boligkompleks ved Wansee i Berlin og Aalborg Universitet Campus Esbjerg. 
Hun har samarbejdet med flere anerkendte arkitekter, herunder C. F. Møller Arkitekter i forbindelse med opførelsen af boligkomplekset Nordlyset på Amerika Plads i København. Nordlyset blev nomineret til Mies van der Rohe Prisen i 2006.
Ruth Campau har også fungeret som kurator til flere projekter såsom det mangeårige udstillingsprojekt Paintbox med billedkunstner Michael Mørk.
Ruth Campau er repræsenteret af 2112 i København, Galleri DGV i Svendborg, Galerie Gebr. Lehmann i Dresden, Feldbusch Wiesner Rudolph Galerie i Berlin og Galerie Hartwich i Rügen. 

## Hædersbevisninger og legater (udvalg)
- 2020 Statens Kunstfonds livsvarige hædersydelse[4]
- 2018 Eckersberg Medaillen[5]
- 2008 Statens Kunstfonds 3-årige arbejdslegat
- 2007 Anne Marie Telmányi født Carl-Nielsen Hæderslegat

## Offentlige samlinger
- ARKEN Museum for Moderne Kunst, Ishøj
- KUNSTEN Museum for Moderne Kunst, Aalborg
- Bornholms Kunstmuseum, Rø
- Esbjerg Kunstmuseum, Esbjerg
- Randers Kunstmuseum, Randers
- KØS - Museum for kunst i det offentlige rum, Køge
- Kupferstich-Kabinett, Die Staatlichen Kunstsammlungen, Dresden, Tyskland
- Malmø Kunstmuseum, Malmø, Sverige
- Kastrupgårdsamlingen, København
- Statens Kunstfond
- Ny Carlsbergfondet[6]